# Louis’ unheimliche Begegnung mit den Außerirdischen
Louis’ unheimliche Begegnung mit den Außerirdischen (Originaltitel: Le Gendarme et les extra-terrestres) ist ein französischer Spielfilm aus dem Jahr 1979. Die Komödie von Jean Girault ist der vorletzte von insgesamt sechs Filmen um den von Louis de Funès gespielten Gendarmen von Saint Tropez und beschreibt, wie eine chaotische Polizeitruppe die Invasion von menschlich aussehenden, innerlich aber mechanischen Außerirdischen verhindert. Die deutsche Kinopremiere fand am 23. März 1979 statt.

## Handlung
Auf einer Patrouillenfahrt über die Landstraßen bei Saint-Tropez entdecken die Gendarmen Ludovic Cruchot und Beaupied nacheinander den Start eines UFOs auf einer kleinen Waldlichtung. Ihnen wird zunächst von ihrem Chef Gerber nicht geglaubt. Eines Abends steht Cruchot einem der Außerirdischen gegenüber, der die Gestalt Gerbers angenommen hat und ihm erklärt, dass sie in friedlicher Absicht gekommen seien, um die Erdbewohner zu erforschen. Davon lässt sich Cruchot jedoch nicht überzeugen. 
Als Cruchot feststellt, dass die Außerirdischen zwar in der Lage sind, menschliche Gestalt anzunehmen, innen aber aus mechanischen Teilen bestehen und Öl zu sich nehmen müssen, um ein Funktionieren ihrer Körper zu gewährleisten, will er die Kopie seines Chefs entlarven und kaltstellen. Jedoch trifft er nur auf seinen echten Chef, dem er einen Schraubendreher in das Gesäß rammt. Als er dies schließlich ebenfalls beim Vorgesetzten Gerbers, dem Colonel macht, den er auch für einen Außerirdischen hält, wird er als Gefahr für sein Umfeld eingesperrt. Er kann sich jedoch befreien und in ein Kloster flüchten. Hier verkleidet er sich als Nonne und muss die Maskerade aufrechterhalten, als seine Kollegen das Kloster absuchen und der Bischof erscheint.
Später gelingt ihm zwar die Flucht, er muss aber feststellen, dass sich die vermeintlichen Invasoren weiter verbreitet haben und ihren Platz unter der Zivilbevölkerung eingenommen haben. Da Cruchot ihnen langsam lästig wird, wollen die Außerirdischen seiner habhaft werden und schicken eine Kopie von Cruchots Frau, die ihn zum UFO locken soll. Er kann aber fliehen. Er kann schließlich seine Kollegen davon überzeugen, gemeinsam gegen die scheinbare Bedrohung vorzugehen. Durch einen Sender, den einer der Fremden verloren hat, erfahren sie von zwei Exemplaren, die sich in einem Restaurant an der Küste aufhalten. Ohne ihren Chef, der sich einen freien Tag genommen hat, fahren sie dorthin, wo sie auf zwei merkwürdige Männer treffen, die Salatöl trinken, als wäre es Wein. Als sie die beiden angreifen wollen, wird ein Aquarium zerstört, dessen Inhalt sich über einen der beiden Verdächtigen ergießt. Während dieser daraufhin schreiend flüchtet, lässt der andere mittels einer Strahlenwaffe das Restaurant verschwinden, bevor er ebenfalls flieht.
Als später Gerber mit seiner Frau zu dem Restaurant kommt, um dort zu essen, glaubt er zu träumen, weil das Lokal verschwunden ist. Als er vom Strand merkwürdige Geräusche hört, folgt er diesen und wird Zeuge, wie sich einer der Außerirdischen wegen des Kontaktes mit dem Wasser in seine Bestandteile auflöst und nur als rostiges Skelett übrigbleibt.
Nun von der Existenz der Außerirdischen überzeugt, tut sich Gerber mit seiner Truppe zusammen. Um die Aliens zu entlarven, gehen sie mit Wasserwerfern auf die Bevölkerung los. Nach einer anschließenden Standpauke durch den Colonel präsentieren sie ihm die rostigen Überreste vom Strand. Um gänzlich überzeugt zu werden, soll aber einer der Fremden gefasst werden. Um sie anzulocken, bauen sie eine UFO-Attrappe und bewaffnen sich mit transportablen Löschspritzen. Als es zum Kampf kommt, gelingt es der Gruppe, die daraufhin mit dem Raumschiff wegfliegt, die Angreifer in die Flucht zu schlagen.

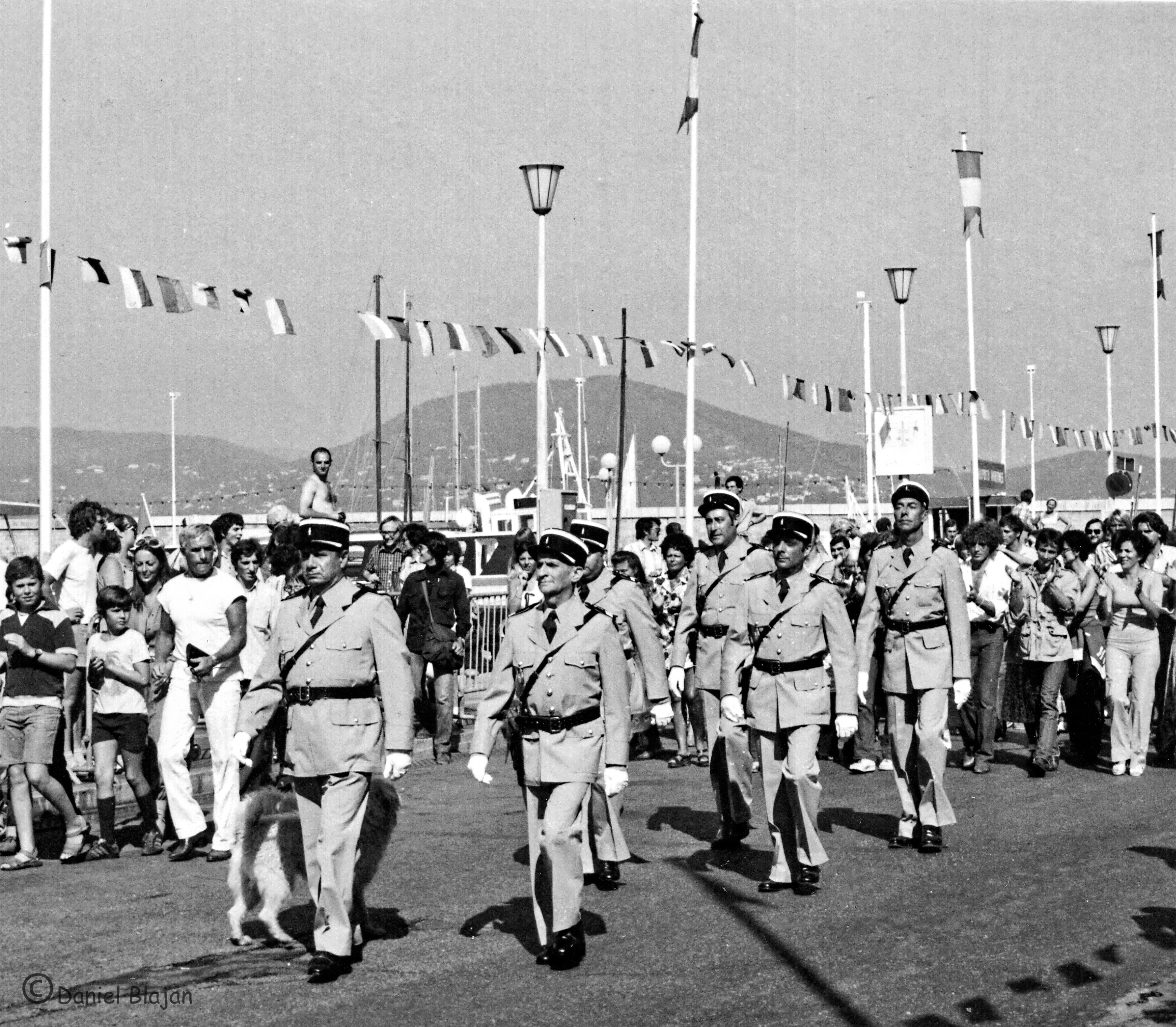
Dreharbeiten zur Abschlußparade mit Michel Galabru, Louis de Funès, Maurice Risch, Michel Modo, Guy Grosso und Jean-Pierre Rambal

Bei einer Parade am nächsten Tag wird jedoch deutlich, dass die Falschen auf der Erde geblieben sind, als sie als Spätfolge des Wasserangriffs auf der Straße zusammenbrechen. Den wirklichen Gendarmen gelingt schließlich mit Mühe, das Raumfahrzeug zur Erde zu lenken, wo sie nach einer Bruchlandung im Meer von der Menge frenetisch gefeiert werden. Ob die Außerirdischen in friedlicher oder tatsächlich in feindlicher Absicht gekommen waren, bleibt bis zum Ende des Films unklar.

## Auswertung

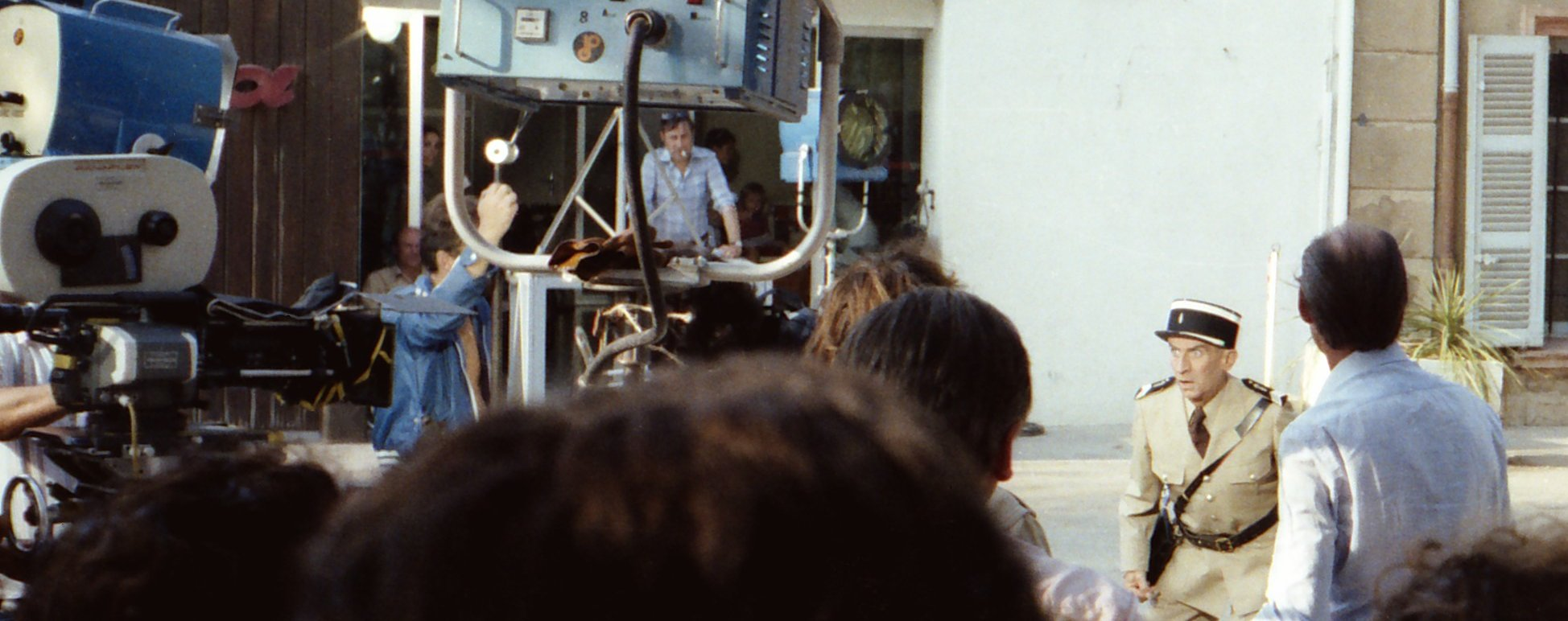
Der grimassierende Louis de Funès bei den Dreharbeiten (1978)

Diese Produktion, die am 31. Januar 1979 in den französischen, am 23. März 1979 in den bundesdeutschen und am 21. November 1980 in den Kinos der DDR anlief, war die fünfte in einer sechsteiligen Reihe von Filmen um den Gendarmen Ludovic Cruchot.

## Auszeichnungen
- Der Film wurde 1980 in Deutschland mit der Goldenen Leinwand ausgezeichnet.

## Kritiken
„Weitgehend einfallsloses, nur mäßig witziges Lustspiel mit einigen Geschmacksentgleisungen und bescheidenen Ansätzen zur Verulkung des Science-Fiction-Films.“

„Starkomiker Funès wie immer außer Atem, doch die Filmhandlung wirkt kurzatmiger als sonst; für Fans des Blödelhektikers.“